# Dice Kayek
 (septembre 2013).
Si vous disposez d'ouvrages ou d'articles de référence ou si vous connaissez des sites web de qualité traitant du thème abordé ici, merci de compléter l'article en donnant les références utiles à sa vérifiabilité et en les liant à la section « Notes et références ».
Dice Kayek est une marque de couture et de prêt-à-porter fondée en 1992 par deux sœurs nées à Bursa en Turquie : Ece Ege (la créatrice) et Ayse Ege (chargée de la gestion et du développement et de la société).

## Historique
En 1992 Ece Ege crée une collection de chemises en popeline de coton blanches qu'elle décline en plusieurs modèles. L’année suivante, elle crée la marque Dice Kayek avec sa sœur Ayse, et poursuit sur le thème de la chemise. En 1993, elle lance une collection de prêt-à-porter féminin qui est présentée lors d'un défilé à Paris.
En 1994, l'entreprise Dice Kayek devient membre de la Fédération française de la couture, puis lance en 1996 la ligne Pink Label au Japon, soutenu par le groupe de mode Mitsui&Co de Tokyo. 
En 2002, Ece Ege est invitée par le gouvernement coréen à présenter sa collection hiver 2002/2003 à la Seoul Fashion Week. La même année, elle devient directrice artistique des licences de Hanae Mori, la marque japonaise de mode.
Elle reçoit en 2003 le trophée de la Femme en Or pour la meilleure créatrice de mode. 
En 2004, Dice Kayek s’associe au groupe Ayaydin-Miroglio pour créer la marque turque Machka, dont elle est par ailleurs directrice de création. 
En 2010, Ece Ege est récompensée par l’Association France-Euro-Mediteranéen du Trophée de la Réussite au Féminin pour ses passerelles créatives et artistiques entre la culture française/européenne et la culture Turque.  Elle verra à cette occasion ses silhouettes investir les Arts décoratifs, dans le cadre d’une exposition, Istanbul Contrast, qui célèbre la fin de la saison de la Turquie en France. Cette exposition reprend les symboles forts de l’histoire stambouliote comme le signale le Vogue Italie : « in the embroideries and details, in the silhouettes and lines of the two sisters’ collection there is a strong focus on the lights, the symbols and the allure of old Constantinople ». Istanbul Contrast voyagera ensuite au musée d’art contemporain stambouliote Istanbul Modern (2010), puis à l’Amsterdam Museum, aux Pays-Bas (2011) . 
Dice Kayek crée en 2011 deux pop-up stores, l’un chez Fenwick, à Londres, l’autre aux Galeries Lafayette, à Paris où la marque a ouvert un shop in shop en février 2014.
À l’occasion du Salone del Mobile 2013, Dice Kayek crée, Nebula : « à Milan, six artistes, parmi lesquels Matthieu Lehanneur ou Arik Levy, ont été invités par Demirden Design à concevoir une œuvre en marbre turc, dévoilée dans l’exposition Bathing in Light. Ece et Ayse Ege, les sœurs créatrices de Dice Kayek, ont imaginé Nebula » commente le magazine Stiletto.
Dice Kayek intègre enfin la très courte liste des prétendants à la troisième édition du Jameel Prize au Victoria and Albert Museum de Londres7, qu’elle remporte le 10 décembre 2013. Elle y est exposée du 11 décembre 2013 au 21 avril 2014. Forte de son succès public (avec plus de 150.000 visiteurs) cette exposition voyage en Russie et s’installe à l’Hermitage-Kazan Exhibition Center du 21 mai au 17 août 2014. 